# Eleonora Brown
Eleonora Brown, née à Naples le 22 août 1948, est une actrice italo-américaine.

## Biographie
Eleonora Brown, née à Naples le 22 août 1948, est la fille d'un père américain et d'une mère napolitaine. En 1959, à l'âge de onze ans, elle est choisie par  Vittorio De Sica afin d’interpréter le rôle de Rosetta, la fille de  Cesira interprétée par Sophia Loren. 
Après avoir tourné dans une dizaine de films, elle se retire en 1968 pour suivre des études universitaires et à se consacrer à la famille. À la fin des années 1970, elle reprend le métier de doublage au cinéma.
En 2014, elle participe au film documentaire  Protagonisti per sempre de Mimmo Verdesca (it) où elle joue son propre rôle.

### Filmographie

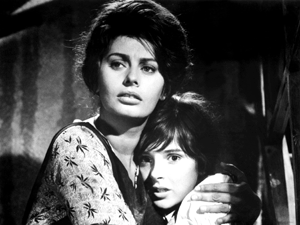
Avec Sophia Loren dans La ciociara (1960).

- 1960 : La ciociara de Vittorio De Sica[1].
- 1961 : Le Jugement dernier (Il giudizio universale) de Vittorio De Sica
- 1964 : Amore mio de Raffaello Matarazzo
- 1966 : Les Dieux sauvages (La battaglia dei Mods) de Francesco Montemurro.
- 1967 :
  - L'Homme à la Ferrari (Il tigre) de Dino Risi
  - Cuore matto... matto da legare de Mario Amendola
  - Le Marin de Gibraltar (Il marinaio del Gibilterra) de Tony Richardson
- 1968 :
  - Sentence de mort (Sentenza di morte) de Mario Lanfranchi
  - Quinze Potences pour un salopard (Quindici forche per un assassino) de Nunzio Malasomma
  - Le Sadique de la treizième heure (Nude... si muore) d'Antonio Margheriti
- 2014 : Protagonisti per sempre (it) de Mimmo Verdesca
- 2018 : Un amore così grande (it) de Cristian De Mattheis